# Акимиты

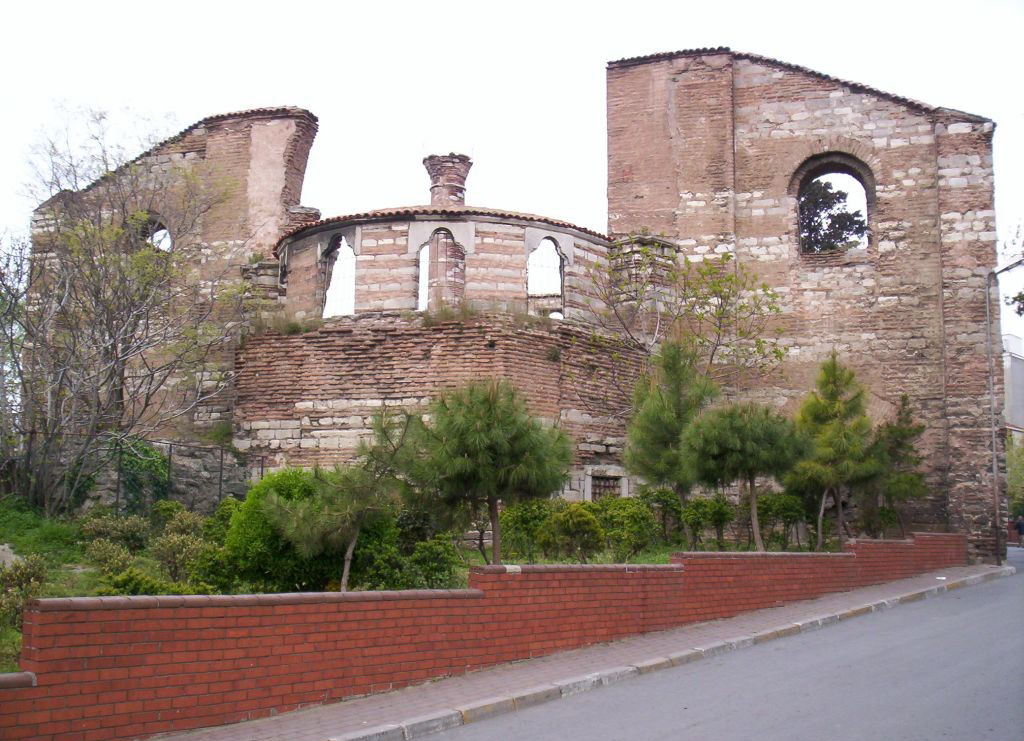
Развалины Студийского монастыря где находилась община акимитов

Акими́ты (греч. ἀκοιμῆται — «неусыпающие») — община последователей преподобного Александра Константинопольского, который в начале V века основал в Константинополе монастырь, в котором установил принесённый им из Сирии особый монастырский устав, предусматривающий для монахов более строгие ограничения во владении имуществом и увеличенную продолжительность общих молитв.

## История
Монастырь акимитов, основанный преподобным Александром, после 420 года был перенесён из Константинополя на азиатский берег Босфора, в Гомон, а преемник Александра переместил его поближе к столице империи в Иринеон (современный Чубуклу). В середине V века обитель акимитов насчитывала не менее тысячи насельников, многие из которых становились епископами. В 465 году часть акимитов переселилась в новый монастырь, основанный в Константинополе патрикием Студием, положив этим начало возникновения Студийского монастыря.
Одной из особенностей устава обители акимитов являлось разделение всех насельников на три смены, которые непрерывно вели богослужение в течение дня и ночи (отсюда и произошло название общины — «неусыпающие»). Первоначально акимиты имели многонациональный состав насельников и богослужение велось на греческом, латинском и сирийском языках, позднее начал использоваться только греческий язык.
В середине V века монастырь акимитов стал центром противостояния монофизитству, игумен монастыря Маркелл участвовал в подготовке Халкидонского собора. В своей борьбе акимиты опирались на авторитет Римской церкви, с которой состояли в активной переписке. Так, когда папа Феликс III направил своих легатов в Константинополь с посланием к императору в отношении патриарха Акакия, то когда легаты были арестованы и согласились служить вместе с Акакием в момент внесения в диптихи имя монофизита Петра Монга, то акимиты немедленно донесли об этом в Рим, чем вызвали отлучение папой от церкви патриарха Акакия. Когда отлучительное письмо папы было тайно доставлено в Константинополь, то один из монахов-акимитов смог приколоть его копию к омофору патриарха за богослужением в соборе Святой Софии. После этого имя папы Феликса было вычеркнуто из диптихов и началась акакианская схизма в которой акимиты безоговорочно стояли на стороне Рима, отстаивая чистоту халкидонского вероучения.
Позднее община акимитов влилась в состав студийского монашества, последние сведения о самостоятельных действиях акимитов относятся к IX веку.